# 乾燥促進剤
乾燥促進剤（かんそうそくしんざい）は、油性塗料や油絵具の酸化重合反応による乾燥を促進させる目的で使用される助剤。シッカチーフ（英 Siccative）とも呼ばれる。

## 成分
金属石鹸など金属の有機酸塩が主体であり、揮発油などの溶媒に溶いたものや、粉末のまま使用するものがある。酸化促進性の強いコバルト系およびマンガン系と、重合反応促進性の強い鉛系や亜鉛系、スズ系などとに大別できる。溶き油に混ぜたり、直接絵具に混ぜたりして使用する。

## 注意点
シリカゲルなど水分を除去するものとは異なり触媒として作用するため、少量の使用で効果がある。多用すると塗料表面のしわやひび割れ、内部が未乾燥のまま表面だけが硬化する「上乾き」と呼ばれる現象が起きやすくなる。通常の乾燥の過程でも若干発熱するが、シッカチーフを用いた場合は高温となる。溶剤を含むものがじかに布や紙に触れると自然発火することがある。鉛を含むものなど、一部に有毒なものもある。